# Tumi

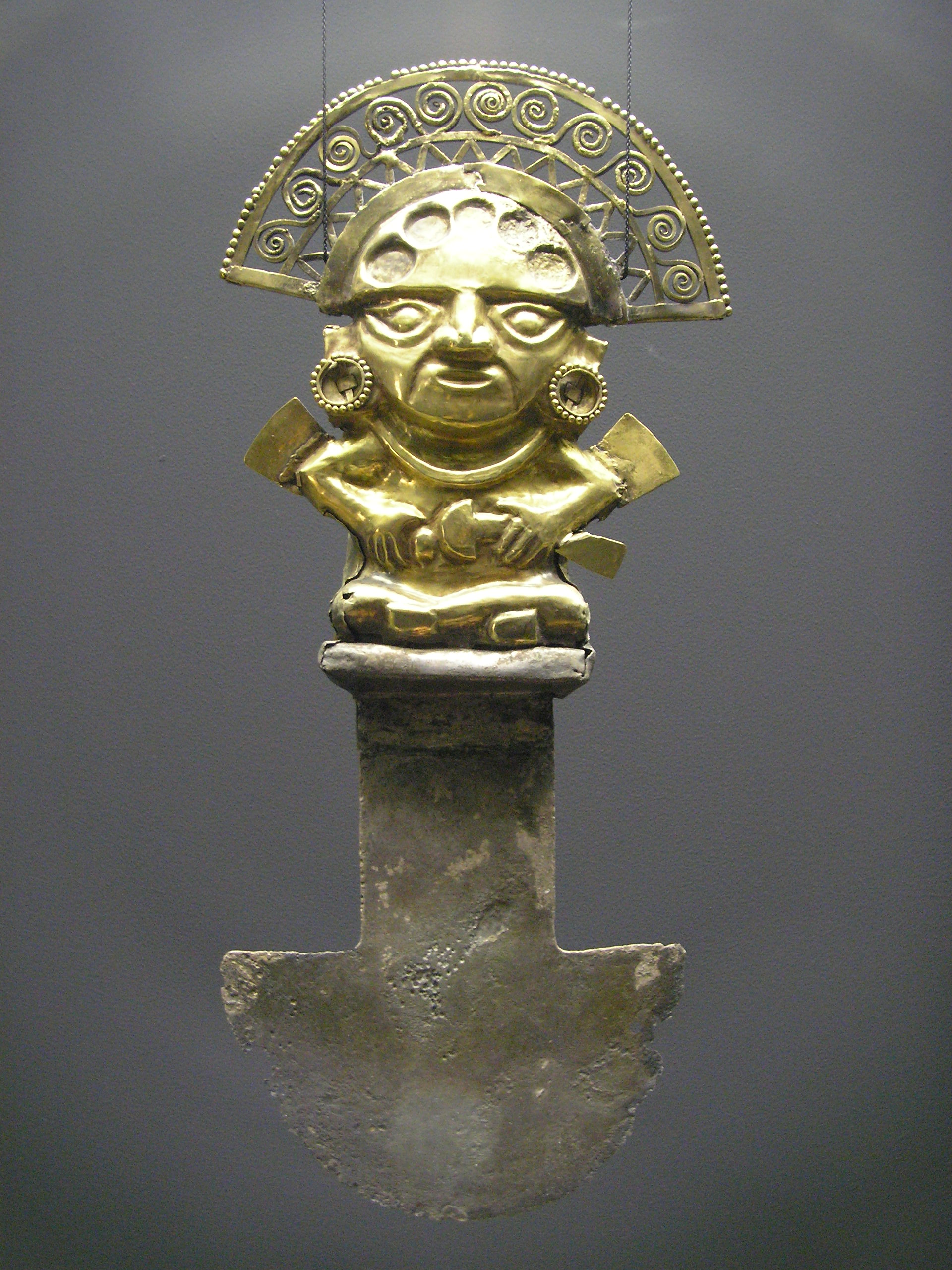
Tumi im Ethnologischen Museum Dahlem, das Naymlap zeigt.

Der Tumi ist ein breites Zeremonialmesser aus Kupfer, Gold oder Tumbaga, das in präkolumbischen Vorläuferkulturen der Aymara an der heutigen peruanischen Pazifikküste verbreitet war. Funde stammen vor allem aus den Kulturen von Sicán, Moche, Paracas und Chimú.
Die Schneide des Tumi ist meist halbmondförmig, manchmal oval. Der Griff ist senkrecht in der Mitte angebracht und entweder flach oder mit figürlichen Darstellungen verziert. Die Waffe hatte religiöse Bedeutung. Sie wurde bei Opferungen von Tieren, zur Tötung von Gefangenen und für medizinische Behandlungen im Kampf verwundeter Krieger (Schädeltrepanation) genutzt und fungierte auch als Grabbeigabe. Die Figuren am Mittelgriff zeigen mythische Wesen oder Lamas und können zusätzlich mit Türkiseinlagen bestückt sein.
Die ältesten erhaltenen Tumis stammen aus einer Zeit von 100 v. Chr. bis 700 n. Chr. und wurden in Tiahuanaco gefunden. Tumis wurden bis ins 15. Jahrhundert hinein gefertigt. Alle bekannten authentischen Exemplare befinden sich heute in Museen.
2006 wurden bei archäologischen Grabungen in Peru zehn Tumis gefunden. Eins dieser Messer zeigte die Darstellung von Naymlap (auch Naylamp), einem mythischen Kultheros aus der Sicán-Kultur. Es waren die ersten Tumis, die von Archäologen gefunden wurden. Alle zuvor gefundenen Tumis wurden von Grabräubern entdeckt.
Aufgrund seiner vermuteten Benutzung als medizinisches Instrument zur Behandlung von durch Keulenhiebe entstandenen schweren traumatischen Kopfverletzungen verwenden zahlreiche ärztliche und medizinische Organisationen in Peru ein Tumi anstelle des weltweit geläufigen, aus der griechisch-römischen Tradition stammenden Äskulapstabes als übliches Standessymbol der Medizin.